# Tone Süssly
Tone Antoinette Süssly, född 29 oktober 1963 i Järfälla, är en svensk före detta landslagsspelare i handboll.

## Klubblagskarriär
Tone Süssly började sin handbollskarriär i RP IF i Linköping i en trupp som dessutom innehöll  Lena Rydqvist som också nådde landslaget. Hon blev sedan utlandsproffs i Osloklubben Nordstrand IF  och med den klubben vann hon norska cupen 1987. Hon spelade för RP till 1987. Det är oklart när hon slutade spela i Nordstrand.

## Landslagskarriär
Tone Süssly spelade för ungdomslandslagen 1979–1983 35 matcher och stod för 77 mål. När hon var 21 år debuterade hon i A-landslaget och spelade där 43 landskamper enligt gamla statistiken och 46 enligt nya statistiken med 108 gjorda mål. Målsnittet på 2,35 per match. Debut i A-landslaget mot Norge den 28 januari 1984 i en förlustmatch 18–19. Hon spelade B-VM 1985 och Sverige kom på 12:e plats och degraderades till C-VM. Süssly fick spela två C-VM först 1986 då Sverige slutade på fjärdeplats efter förluster mot Danmark och Österrike. 1988 vann Sverige C-VM och flyttades upp i B-VM. Tone Süsslys sista landskamp var i B-VM finalen den 1 november 1988 mot Frankrike med Sverige som segrare 19–18. Sverige tillhörde fortfarande inte världstoppen.